# NK Postira-Sardi
NK Postira-Sardi je nogometni klub iz Postira. U sezoni 2022./23. se natječe u 2. ŽNL Splitsko-dalmatinska.